# اپلاید بایوسیستمز
اپلاید بایوسیستمز (انگلیسی: Applied Biosystems) شرکت زیست‌فناوری آمریکایی است، که در سال ۱۹۸۱ تأسیس شد.